# Jordsand
Jordsand var en hallig, en ö utan skydd mot högvatten,  i Danmark. Den låg söder om Rømø i Region Syddanmark. 
Halligen försvann i havet vintern 1999 och är numera en sandbank.